# Thymoites sanctus
Thymoites sanctus là một loài nhện trong họ Theridiidae.
Loài này thuộc chi Thymoites. Thymoites sanctus được Ralph Vary Chamberlin miêu tả năm 1916.